# Amtsgericht Glauchau
Das Amtsgericht Glauchau war ein Gericht der ordentlichen Gerichtsbarkeit und ein Amtsgericht in Sachsen mit Sitz in Glauchau.

## Geschichte
In Glauchau bestand bis 1879 das dem Bezirksgericht Glauchau nachgelagerte Gerichtsamt Glauchau als Eingangsgericht. Im Rahmen der Reichsjustizgesetze wurden 1879 im Königreich Sachsen die Gerichtsämter aufgehoben und Amtsgerichte, darunter das Amtsgericht Glauchau, geschaffen. Der Gerichtssprengel umfasste Glauchau, Albertsthal, Berthelsdorf, St. Egidien mit kalter Wurst, niederem und oberem Tempel, Elzenberg, Gesau, Höckendorf, Hölzel, Jerisau, Kleinbernsdorf, Lipprandis, Lobsdorf mit Kunzenburg, Niederlungwitz, Niedermülsen, Niederschindmaas, Reinholdshain mit Audörfel, Remse, Rothenbach, Schlunzig, Schönbörnchen, Thurm, Voigtlaide, Weidensdorf, Wernsdorf und Wulm mit Kleinwulm. Das Amtsgericht Glauchau war eines von 16 Amtsgerichten im Bezirk des Landgerichtes Zwickau. Der Amtsgerichtsbezirk umfasste danach 35.215 Einwohner. Das Gericht hatte damals drei Richterstellen und war das zweitgrößte Amtsgericht im Landgerichtsbezirk. Am Gericht war eine Kammer für Handelssachen angegliedert.
Mit der Verordnung zur Änderung von Gerichtsbezirken im Lande Sachsen vom 5. Mai 1951 wurden die Gerichtsbezirke in der DDR an die Landkreise angepasst. Der Sprengel des Amtsgerichtes Glauchau war damit der Kreis Glauchau. Mit dem Gerichtsverfassungsgesetz vom 2. Oktober 1952 wurden das Amtsgericht Glauchau in der DDR aufgehoben und das Kreisgericht Glauchau an seiner Stelle eingerichtet. Gerichtssprengel blieb der Kreis Glauchau.
Nach dem Zusammenbruch der DDR wurde das Amtsgericht Glauchau 1992 durch das Sächsischen Gerichtsorganisationsgesetz neu eingerichtet. Jedoch wurde es mit dem Gerichtsorganisationsgesetz vom 24. Mai 1994 bereits wieder aufgehoben.

## Gerichtsgebäude

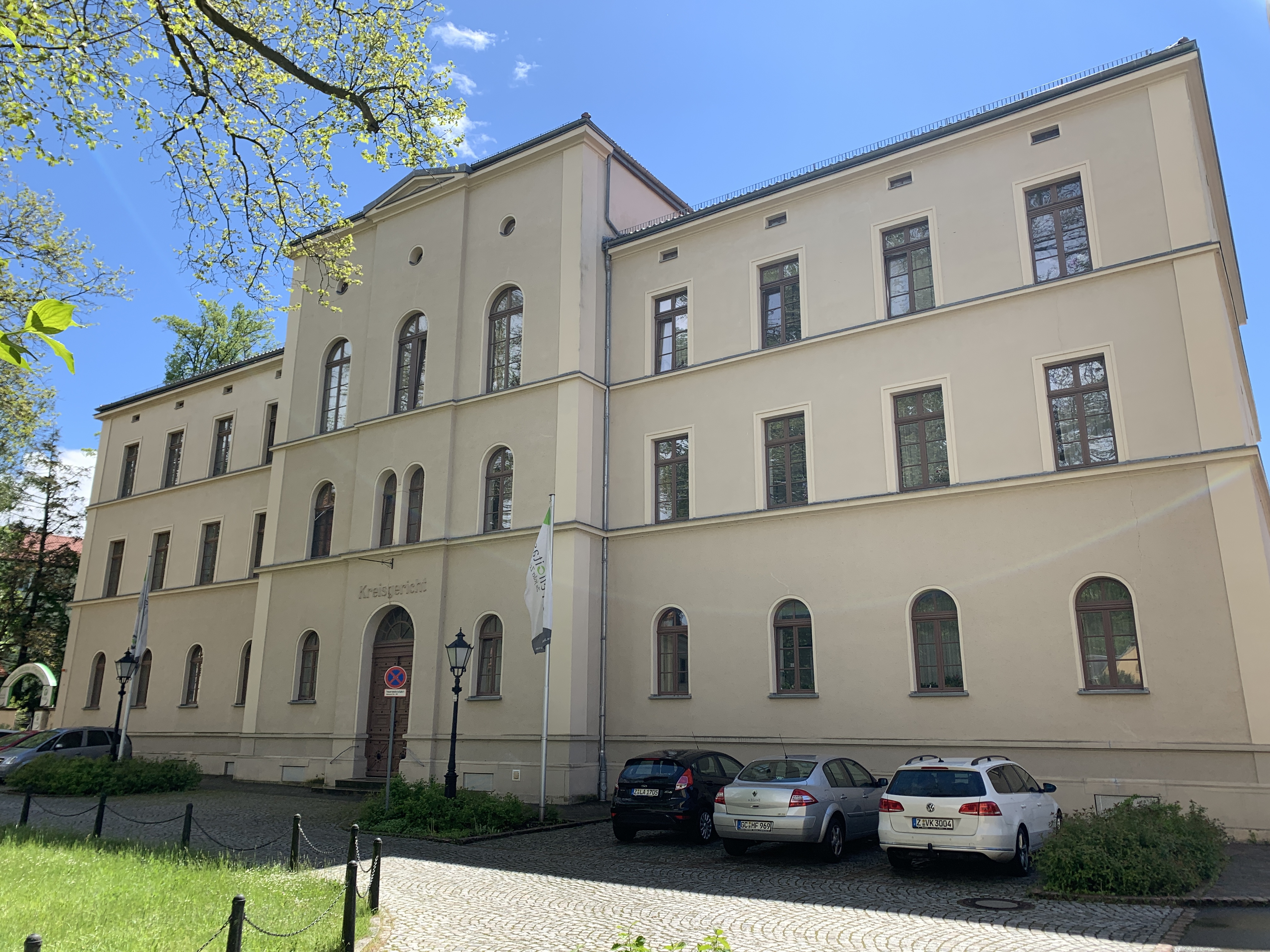
Gerichtsgebäude (2021)

Das Amtsgericht nutzte das um 1860 erbaute Gebäude des Gerichtsamtes (Heinrichshof 2). Es handelt sich um einen Bau in historistisch-klassizistischem Stil. Er ist ortsgeschichtlich und baugeschichtlich von Bedeutung und steht daher unter Denkmalschutz.